# チェスハントFC
チェスハント・フットボールクラブ（Cheshunt Football Club）はイングランド、ハートフォード州、ブロックスボーン市、チェスハントを本拠地とするサッカークラブチームである。2022-2023シーズンはナショナルリーグ・サウス（6部相当）に所属。

## タイトル

### 国内タイトル
- アセニアンリーグ・ディヴィジョン2:1回

1967-1968
- アセニアンリーグ・ディヴィジョン1:1回

1975-1976
- ロンドンリーグ・フレミアディヴィジョン:1回

1949-1950
- ロンドンリーグ・ディヴィジョン1:2回

1947-1948,1948-1949

### 国際タイトル
- なし